# 偽複層纖毛柱狀上皮
偽複層纖毛柱狀上皮（英語：pseudostratified columnar epithelium）屬於另一種單層柱狀上皮的變異，細胞皆具有纖毛，又可以稱為假複層纖毛柱狀上皮。之所以稱做偽複層是因為其在切片下看起來細胞好像多於一層所造成的錯誤觀念；事實上其確爲單層上皮，因為所有的細胞皆貼在基底膜上，然而細胞長度不同，造成高低參差不齊的狀況。並非所有的細胞都會延伸到表面形成具纖毛的細胞，這些在下方的細胞通常具分裂的能力，可取代喪失或受損的細胞。
區別偽複層上皮與真正的複層上皮有以下特徵。
1. 僞複層上皮的每個細胞皆具有纖毛，其細胞核主要位在上皮的底部三分之二
2. 複層上皮中不會出現纖毛。（複層柱狀上皮可能有）

僞複層上皮幾乎只會出現在哺乳類動物呼吸系統的大型氣體通道中，因此被稱做呼吸上皮。 在呼吸道中，纖毛可將含有顆粒的表面黏液往咽的方向推，所以常被描述爲黏液織毛自動輸送帶。

## 外部連結
- eMedicine Dictionary上的pseudostratified+epithelium
- Diagram at uoguelph.ca （页面存档备份，存于）
- BiowebUW|zoolab/Table_of_Contents/Lab-1b/Pseudostratified_Model_1/pseudostratified_model_1.htm|Zoolab
- KansasHistology|epithel|epith08 "Trachea"
- Slide at ohio-state.edu
- Green H. . Bioessays. September 2008, 30 (9): 897–903. PMID 18693268. doi:10.1002/bies.20797.
- Kefalides, Nicholas A. & Borel, Jacques P. (编). . Gulf Professional Publishing. 2005  [2011-08-14]. ISBN 9780121533564. （原始内容存档于2013-05-09）.
- Nagpal R, Patel A, Gibson MC. . Bioessays. March 2008, 30 (3): 260–6. PMID 18293365. doi:10.1002/bies.20722.
- Yamaguchi Y, Brenner M, Hearing VJ.  (Review). J. Biol. Chem. September 2007, 282 (38): 27557–61  [2011-08-14]. PMID 17635904. doi:10.1074/jbc.R700026200. （原始内容存档于2020-05-28）.